# Saint-Vaast-du-Val
Saint-Vaast-du-Val är en kommun i departementet Seine-Maritime i regionen Normandie i norra Frankrike. Kommunen ligger i kantonen Tôtes som tillhör arrondissementet Dieppe. År 2022 hade Saint-Vaast-du-Val 463 invånare.

## Befolkningsutveckling
Antalet invånare i kommunen Saint-Vaast-du-Val
| Referens: INSEE |